# Lino Vandoorne
Lino Vandoorne (31 oktober 1982) is een Belgische voormalig atleet en bobsleeër. Als atleet had hij zich had toegelegd op sprint. Hij veroverde indoor één Belgische titel. Als bobsleeër nam hij deel aan de Europese en de wereldkampioenschappen.

## Biografie
Vandoorne behaalde in 2002 op de 200 m een zilveren medaille op de Belgische indoorkampioenschappen. Daarna volgden vier jaar blessureleed. Eerst een stressfractuur die verkeerd behandeld werd en in 2004 een zwaar verkeersongeval. Begin 2006 maakte hij zijn rentree. In 2008 behaalde hij de Belgische indoortitel op de 200 m.
In 2008 stapte hij in het bobslee-project met als doelstelling deelname aan de Olympische Winterspelen van 2014 in Sotchi. In 2010 kan hij zich samen met stuurman Marc Sluszny plaatsen voor de Europese en wereldkampioenschappen van 2011. Hij werd op de Europese kampioenschappen 2011 negentiende in de tweemansbob en zestiende in de viermansbob. Op de wereldkampioenschappen van 2013 werd hij samen stuurman Michael Serisé tweeëntwintigste in de tweemansbob en tweeëndertigste in de viermansbob. Dat volstond niet voor deelname aan de Olympische Spelen.
Clubs
Vandoorne was als atleet aangesloten bij Atletiek Vrienden Roeselare, Mandel Atletiek Club Izegem, dat later Flanders Atletiekclub werd, en Halestra.

## Belgische kampioenschappen
Indoor
| Onderdeel | Jaar |
| --------- | ---- |
| 200 m     | 2008 |

## Persoonlijke records
Outdoor
| Onderdeel | Prestatie | Wind     | Datum            | Plaats             |
| --------- | --------- | -------- | ---------------- | ------------------ |
| 100 m     | 10,67 s   | -0,6 m/s | 5 juli 2008      | Naimette-Xhovémont |
| 200 m     | 21,39 s   | 0,0 m/s  | 1 september 2001 | Heverlee           |

Indoor
| Onderdeel | Prestatie | Datum           | Plaats |
| --------- | --------- | --------------- | ------ |
| 60 m      | 6,86 s    | 28 januari 2007 | Gent   |
| 200 m     | 21,49 s   | 27 januari 2002 | Gent   |

## Palmares

### atletiek

#### 100 m
- 2008: 4e BK AC – 10,72 s

#### 200 m
- 2002:  BK indoor AC – 21,72 s
- 2008:  BK indoor AC – 22,03 s

### bobsleeën

#### tweemansbob
- 2011: 19e EK in Winterberg
- 2013: 22e WK in Sankt-Moritz

#### viermansbob
- 2011: 16e EK in Winterberg
- 2013: 32e WK in Sankt-Moritz